# Victoria Open 2016
Die Victoria Open 2016 im Badminton fanden vom 8. bis zum 9. Oktober 2016 in Albert Park statt.

## Sieger und Platzierte
| Disziplin    | Gold                                       | Silber                   | Bronze                             |
| ------------ | ------------------------------------------ | ------------------------ | ---------------------------------- |
| Herreneinzel | Ashwant Gobinathan                         | Nathan Tang              | Peter Yan                          |
| Herreneinzel | Ashwant Gobinathan                         | Nathan Tang              | Michael Fariman                    |
| Dameneinzel  | Louisa Ma                                  | Jennifer Tam             | Vinning Mak                        |
| Dameneinzel  | Louisa Ma                                  | Jennifer Tam             | Grace Hanratty                     |
| Herrendoppel | William Hardjono Rizki Akbar Sani Muharram | Matthew Chau Eric Vuong  | Joel Findlay Le The Hung Pham      |
| Herrendoppel | William Hardjono Rizki Akbar Sani Muharram | Matthew Chau Eric Vuong  | Rizwan Azam Michael Fariman        |
| Damendoppel  | Veevian Chong Eugenia Tanaka               | Grace Hanratty Louisa Ma | Talia Saunders Ann-Louise Slee     |
| Damendoppel  | Veevian Chong Eugenia Tanaka               | Grace Hanratty Louisa Ma | Jacqueline Guan Verdet Kessler     |
| Mixed        | Matthew Chau Louisa Ma                     | Eric Vuong Vinning Mak   | Joel Findlay Nhi Phung             |
| Mixed        | Matthew Chau Louisa Ma                     | Eric Vuong Vinning Mak   | Ashwant Gobinathan Ann-Louise Slee |